# 405 Тея
405 Тея (405 Thia) — астероїд головного поясу, відкритий 23 липня 1895 року Огюстом Шарлуа у Ніцці.